# پت کوربت
پت کوربت (انگلیسی: Pat Corbett؛ زادهٔ ۱۲ فوریهٔ ۱۹۶۳) بازیکن فوتبال اهل بریتانیا است.
از باشگاه‌هایی که در آن بازی کرده‌است می‌توان به باشگاه فوتبال میپا، باشگاه فوتبال تاتنهام هاتسپر، و باشگاه فوتبال لیتون اورینت اشاره کرد.